# Clyde F.C.
Clyde Football Club er en skotsk semiprofessionel klub i Cumbernauld, North Lanarkshire, der spiller i Scottish League One. Klubben blev grundlagt i 1877 ved floden Clyde i Glasgow, siden 1994 har holdet spillet sine hjemmekampe på Broadwood Stadium. Holdets største resultat har været at vinde Scottish Cup tre år: 1939, 1955 og 1958, de har også nået finalen yderligere tre gange, i en periode hvor holdet lå ved Shawfield. De har ikke spillet i Skotlands bedste division siden 1975.